# En déportation
En déportation est une nouvelle d'Anton Tchekhov (en russe : V ssylke).

## Historique
En déportation est initialement publié dans la revue russe L'Illustré universel, numéro 20, du 9 mai 1892. Le sous-titre à l'origine était Esquisse de A.P.Tchékhov.

## Résumé
Au bord d’une rivière, des déportés : pas de prisons ni de barreaux. Ils sont passeurs six mois de l’année et, à la belle saison, ils vivent de mendicité. Sémione, le vieux qui est là depuis longtemps, a dès le premier jour accepté son sort : il a trouvé une paix intérieure et se moque d’un ancien, Barine, lui aussi déporté, qui lutte contre les malheurs. 
Le jeune Tatar n’accepte pas son sort, il veut faire venir sa femme et sa mère, mais mesure les difficultés de la chose. Soudain, il éclate en sanglots.

## Extraits
- Sémione : « Je n’ai besoin de rien, je n’ai peur de personne et j’estime qu’il n’y a pas plus riche et plus libre que mois. Dès mon arrivée ici, je me suis mis dans la tête que je ne voulais rien. »
- Le Tatar : « Dieu a créé l’homme pour qu’il soit vivant, pour qu’il y ait de la joie et la douleur et le chagrin, et toi tu veux rien, c’est que tu n’es pas vivant, t’es une pierre. »

## Personnages
- Sémione, dit la Jugeote, la soixantaine, « stoïcien » ;
- Le Tatar, 25 ans, veut croire qu’il peut changer son avenir.

## Édition française
- En déportation, traduit par Édouard Parayre, révision de Lily Dennis, éditions Gallimard, Bibliothèque de la Pléiade, 1971  (ISBN 2 07 0106 28 4).